# Mirabelle

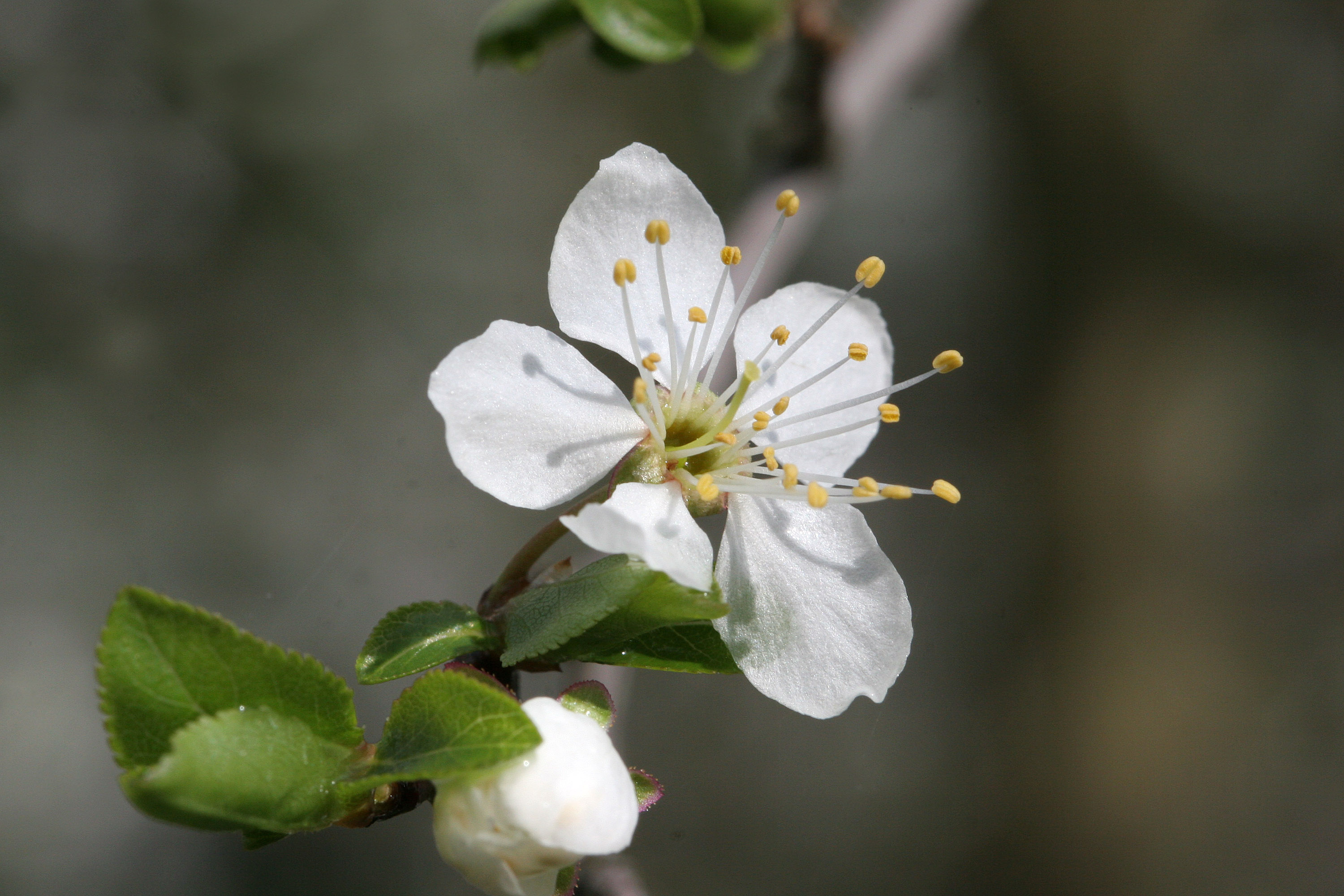
Blüte im Detail

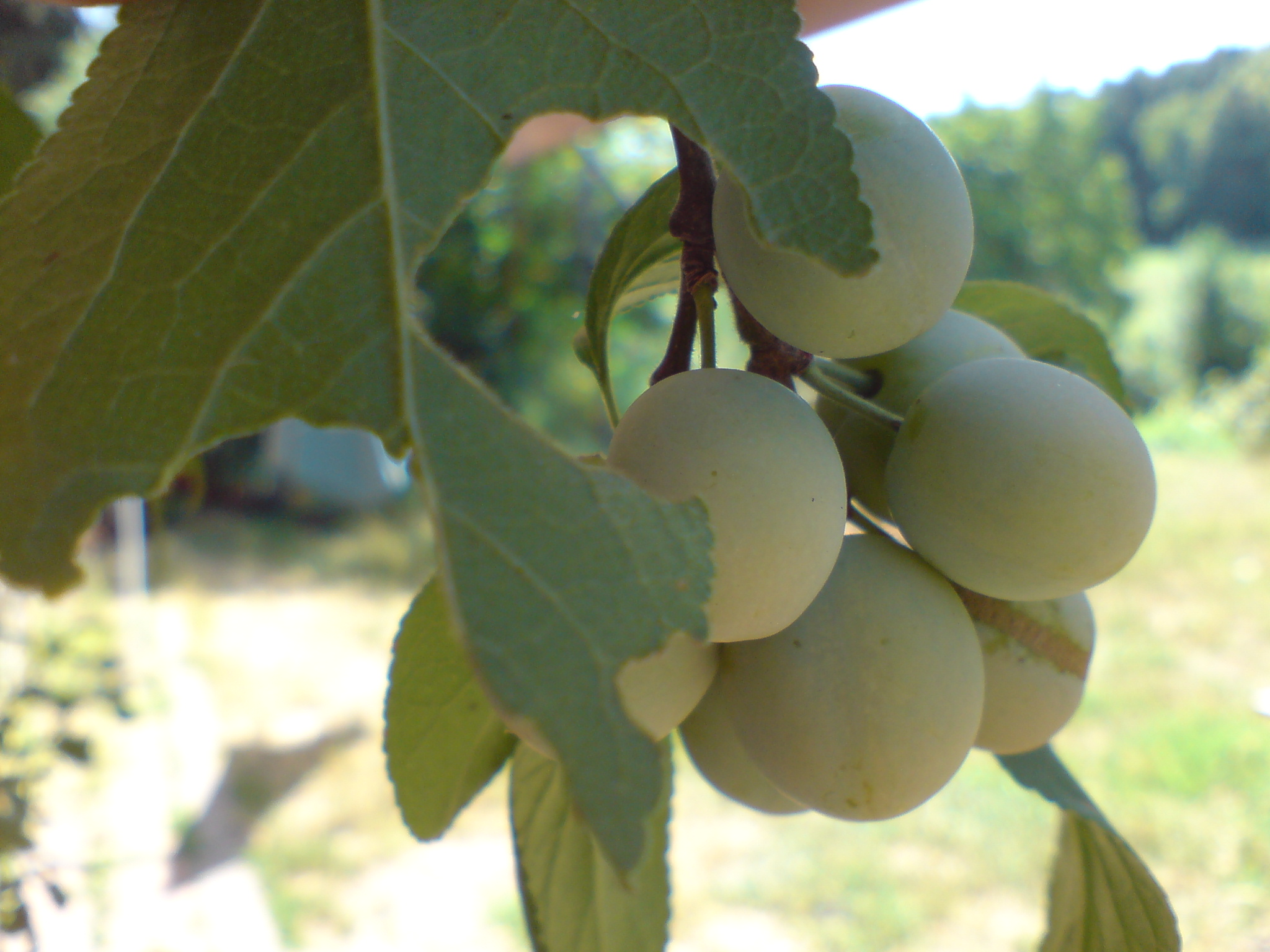
Frühe Mirabelle von Bergthold

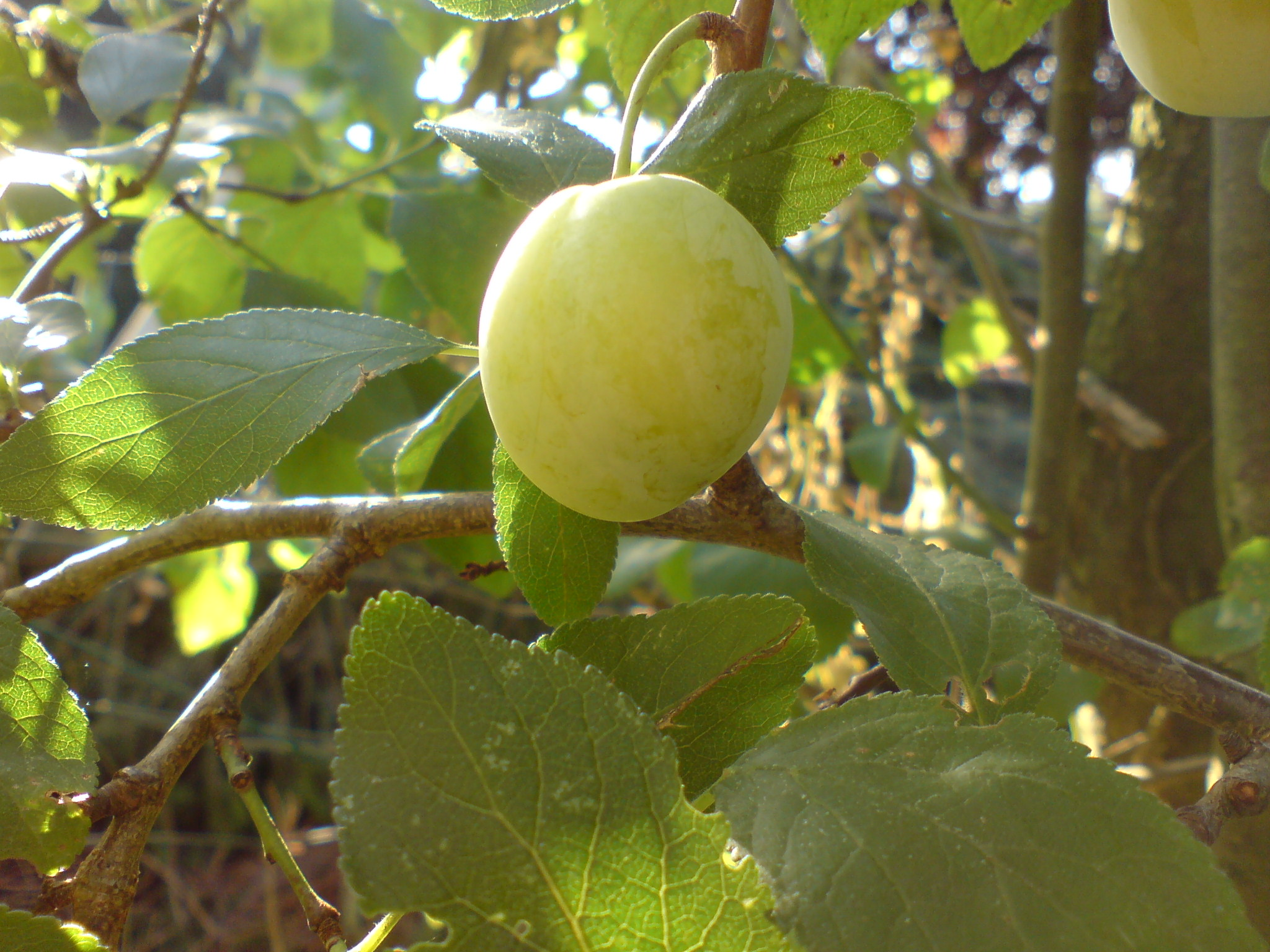
Mirabelle de Septembre

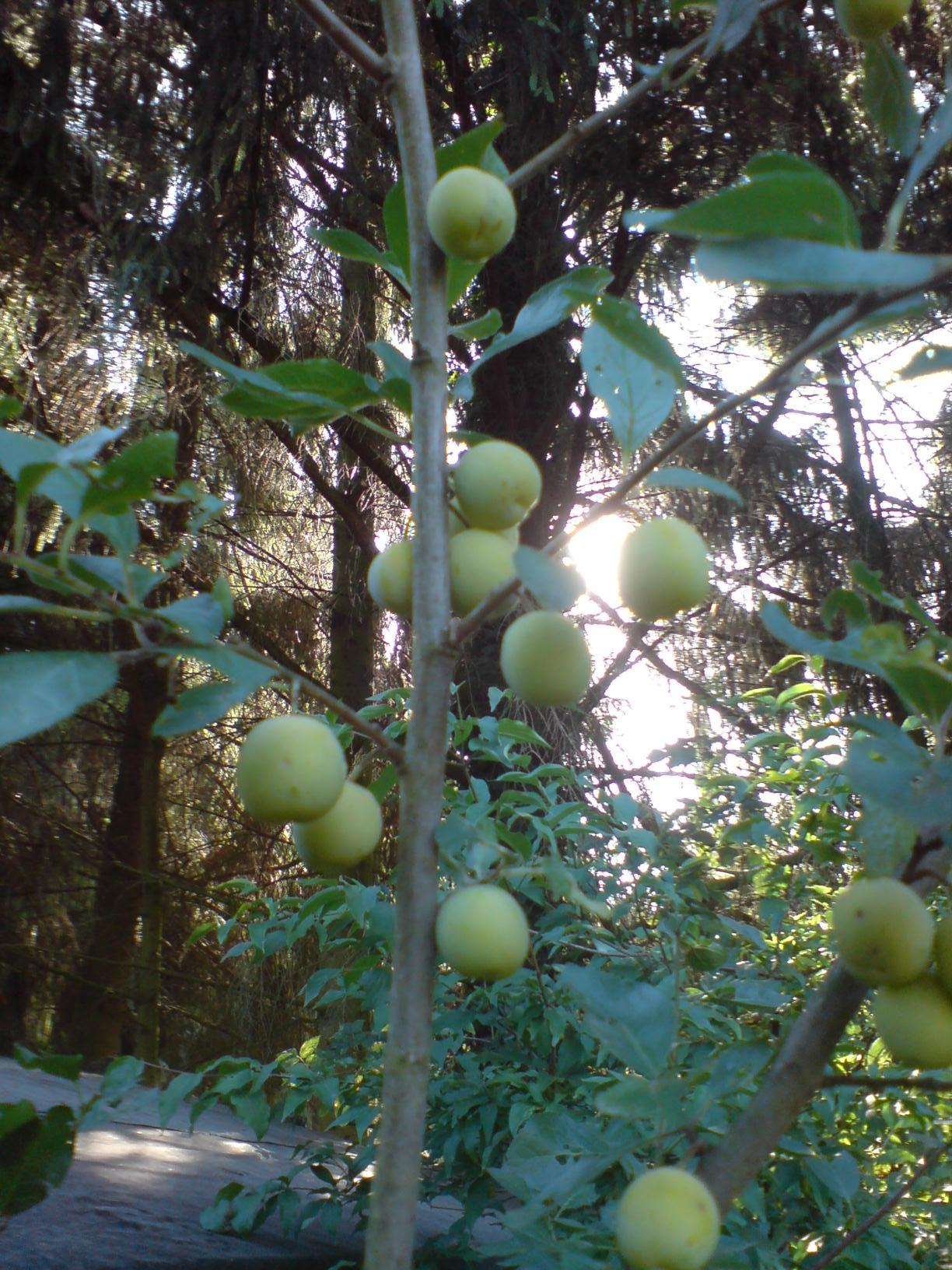
Flotows Mirabelle

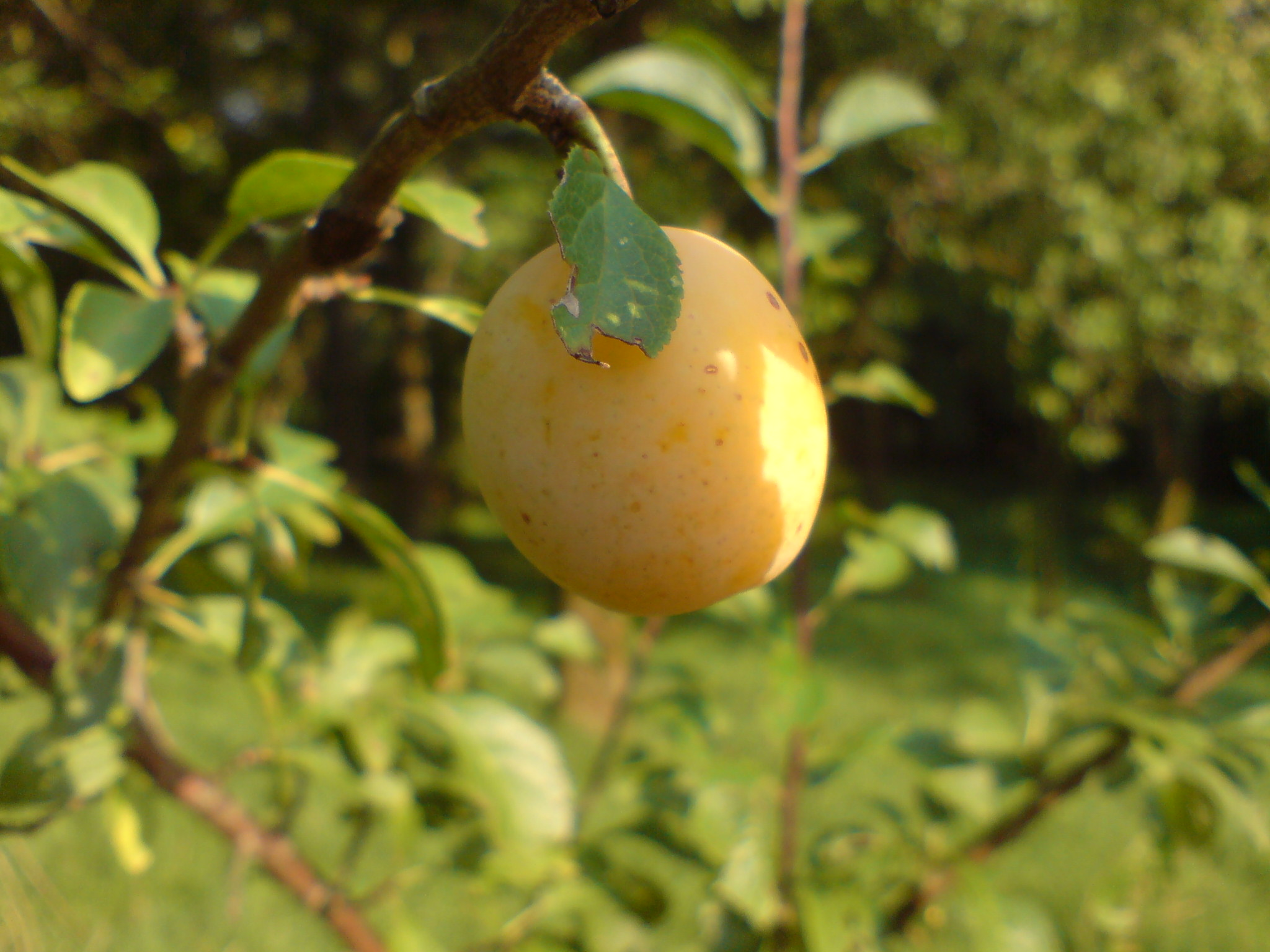
Pillnitzer Mirabelle

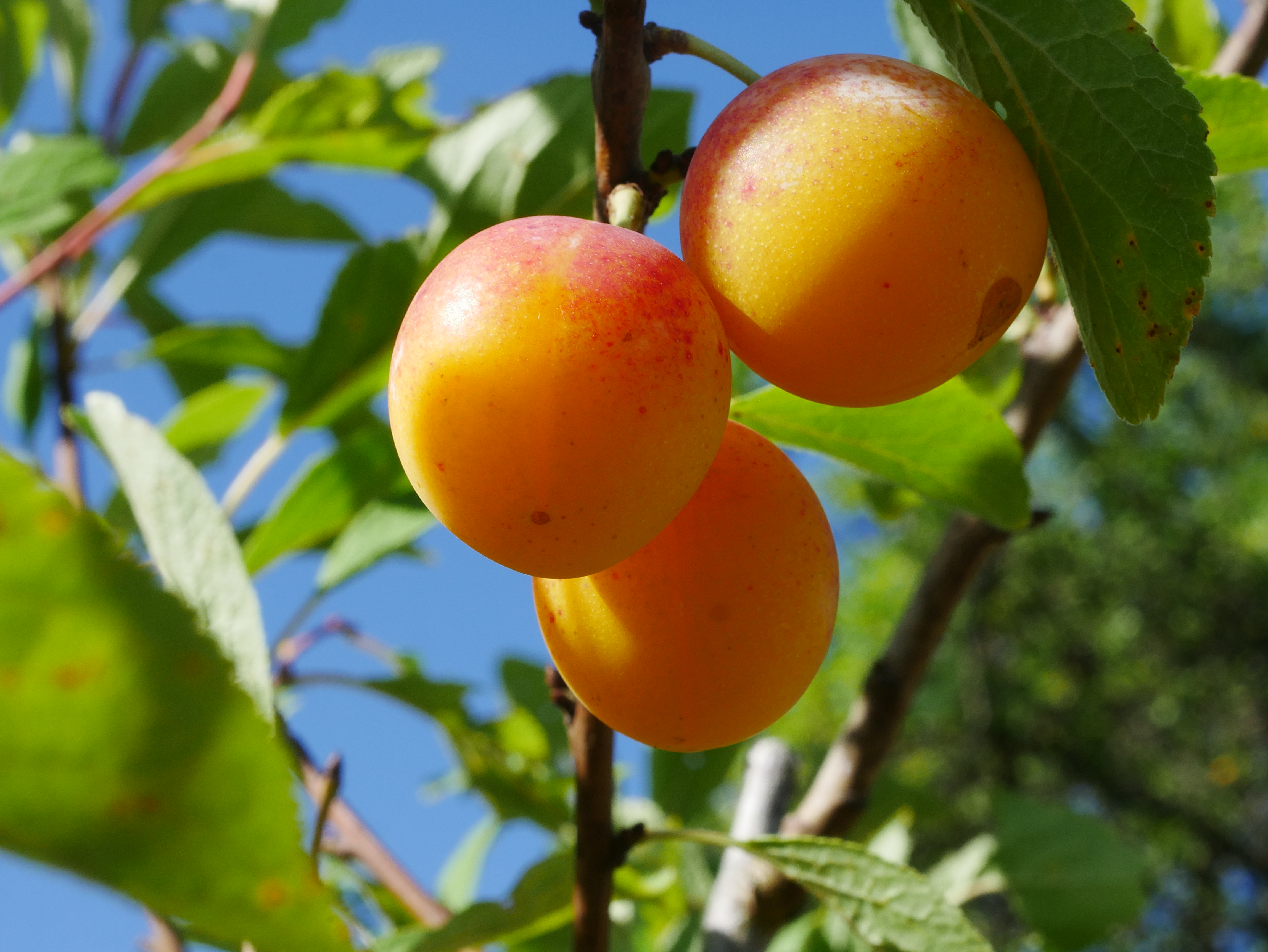
Mirabelle von Nancy im Freilichtmuseum Roscheider Hof

Die Mirabelle (Prunus domestica subsp. syriaca), auch als Gelbe Zwetschge bezeichnet und in Österreich gelegentlich Kriecherl genannt, ist eine Unterart der Pflaume. Mirabellen ähneln sehr den artverwandten Kirschpflaumen und können daher von Laien leicht verwechselt werden.

## Merkmale
Die Mirabelle ist ein dornenloser, sparriger Baum. Die einjährigen Zweige sind behaart.
Die fünf Kronblätter sind grünlich.
Die Steinfrucht besitzt einen Durchmesser von 2 bis 3 Zentimetern, ist kugelig, tief wachsgelb und oft mit einer rötlichen Punktierung oder grün. Das Fruchtfleisch ist sehr süß und löst sich leicht vom Steinkern. Dieser ist rundlich-eiförmig. Seine Dicke entspricht 72 bis 80 % der Länge und seine Rückenfurche weist nur spärliche Kammstriche auf.
Die Chromosomenzahl beträgt 2n = 16.

## Herkunft
Nach Oberdorfer leitet sich die in Kleinasien und Nordpersien beheimatete Mirabelle aus einer Kreuzung der Pflaume mit der Kirschpflaume ab, vielleicht auch aus einer Kreuzung der Pflaume mit dem Schlehdorn.

## Systematik
Die Mirabelle wurde 1803 von Moritz Balthasar Borkhausen als Prunus syriaca erstbeschrieben. Erwin Janchen stufte sie 1959 als Prunus domestica subsp. syriaca in den Rang einer Unterart der Pflaume (Prunus domestica) ein.

## Nutzung
Die Mirabelle wird in Mittel- und Südeuropa sowie Nordafrika als Obst angebaut. In Mitteleuropa liegen die Hauptanbaugebiete in Lothringen, im Saarland, am Mittelrhein, in der Pfalz und in Mainfranken. Allein in Lothringen wachsen rund 250.000 Mirabellenbäume, von denen jährlich 15.000 Tonnen der Früchte, 70 % der Weltproduktion, geerntet werden.
Aus den Früchten wird unter anderem eine Spirituose produziert, der Mirabellenbrand.
Bekannte Sorten sind:
- 'Aprimira' ('Miracose'[6], 'Aprikola', 'Apribelle', großfrüchtiger  Zufallssämling der Forschungsanstalt Geisenheim aus 'Mirabelle von Herrenhausen')
- 'Bellamira' (großfrüchtige Züchtung der Forschungsanstalt Geisenheim aus 'Čačaks Beste' × 'Mirabelle von Nancy')[7]
- Mirabelle d’Octobre ('Bricette', 'Petit Bricette', 'Late Gele Mirabelle', 'Mirabelle Tardive', 'Tardive', 'Late Mirabelle', eine sehr spät reifende alte Sorte aus Frankreich)
- Mirabelle de Septembre ('Parfumée de Septembre', eine spätreifende französische Sorte)
- 'Flotows Mirabelle'
- 'Frühe Mirabelle von Bergthold' ('Bergthold Mirabelle', eine inzwischen wiedergefundene alte Sorte)
- 'Frühe Mirabelle'
- 'Gelbe Mirabelle'
- 'Gleisweilerer Rote Mirabelle' (Sorte aus Gleisweiler vor 1910)
- 'Miragrande' (großfrüchtige Züchtung der Forschungsanstalt Geisenheim aus 'Mirabelle von Herrenhausen' × 'Gelbe Pflaume')[7]
- 'Mirabelle Pointue' ('Spitze Mirabelle', eine französische Sorte)
- 'Mirabelle von Herrenhausen' ('Herrenhäuser Mirabelle', eine großfrüchtige Sorte)
- 'Mirabelle von Metz'
- 'Mirabelle von Nancy'
- 'Mirabelle von Pillnitz’ (Züchtung des Julius Kühn-Instituts aus Pillnitz um 1990)